# Wohlendorf
Wohlendorf ist  ein Ortsteil der Stadt Rethem (Aller) im Landkreis Heidekreis in Niedersachsen.
Der Ort, der am 1. März 1974 durch die Gebietsreform in Niedersachsen nach Rethem eingemeindet wurde, liegt an der Landesstraße L 200. Am nördlichen Ortsrand von Wohlendorf mündet die Alpe in die Aller kurz nachdem sie das Wasser der Wölpe aufgenommen hat. Nördlich, auf der anderen Seite der Aller, liegen die Naturschutzgebiete Allerschleifen zwischen Wohlendorf und Hülsen und Allerniederung bei Klein Häuslingen.
Drei Höfe (Nr. 1, 13 und 20) und der Jüdische Friedhof sind als Baudenkmale ausgewiesen (siehe Liste der Baudenkmale in Rethem (Aller)#Wohlendorf). Auf dem Friedhof, welcher sich beim Hof Nr. 23 befindet und der mindestens von 1851 bis 1891 belegt wurde, sind fünf Grabsteine.